# Duplicazione (cromosoma)

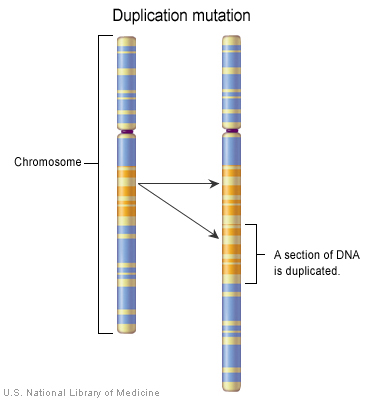
Un esempio di duplicazione cromosomica

Una duplicazione è un tipo di anomalia citogenetica, o mutazione cromosomica, causata dal raddoppiamento di un tratto di un cromosoma: si verifica quando un frammento di un cromosoma si lega all'omologo causando una doppia presenza di geni per lo stesso locus.
Una duplicazione può essere il risultato di un crossing over diseguale o errato.
La lunghezza del tratto di cromosoma duplicato può variare, e altrettanto può variare la sua collocazione: il segmento duplicato può trovarsi in un luogo del genoma del tutto diverso e lontano dall'originale, oppure può trovarsi affiancato a quest'ultimo in una disposizione testa-coda, denominata disposizione tandem. Nell'ambito di quest'ultima disposizione possono distinguersi tre casi: 
- i geni del segmento duplicato possono trovarsi nello stesso ordine dell'originale (se chiamiamo, ad esempio, A e B i geni del segmento originale, questa disposizione è ABAB) e si parla in questo caso semplicemente di duplicazione tandem.
- i geni del segmento duplicato possono trovarsi in ordine inverso rispetto all'originale (in questo caso con disposizione ABBA) in quella che viene chiamata duplicazione tandem inversa.
- i geni del segmento duplicato possono trovarsi disposti in tandem ad una delle estremità del cromosoma; si parla in questo caso di duplicazione tandem terminale.

La sindrome di Bloom e la sindrome di Rett sono le patologie più note associate alla duplicazione cromosomica.